# Lowell (Maine)
Lowell – miasto w Stanach Zjednoczonych, w stanie Maine, w hrabstwie Penobscot.